# エフティ資生堂
株式会社エフティ資生堂（エフティしせいどう、FT SHISEIDO）は、かつて資生堂のトイレタリー商品を製造していた会社である。
「FT」は前身の資生堂ファイントイレタリー（Fine Toiletry）から。

## 沿革
- 2000年：会社設立。
- 2003年：トイレタリー製造専門会社となる。
- 後に、大部分のブランドが資生堂本体へ移管された。
- 2021年7月1日：全事業を株式会社ファイントゥデイ資生堂（現在：株式会社ファイントゥデイ）へ譲渡[1][4]。
- 2023年6月26日：清算結了[2]。

## 製品一覧
- TSUBAKI（2006年に発売開始したヘアケアブランド。資生堂の「メガブランド戦略」第4弾として制定された。）
- シーブリーズ（1902年にアメリカ合衆国で生まれたローションを中心とする化粧品のブランドで、2000年に外資系製薬会社ブリストル・マイヤーズ スクイブからこのブランドを買収した資生堂ファイントイレタリーを吸収）
- スーパーマイルド（1988年に発売開始。）
- 水分ヘアパック（シャンプー＆リンス＆トリートメント）
- サボン・ドール（固形石鹸）
- 肌水（ボディ用化粧水）
- ウォーターinリップ（薬用リップスティック）
- ハンドケア（薬用ハンドクリーム）
- 薬用ハンドソープ
- ポアンかみそり
- On-Air（オーラルケア用品）
- On-Wave（オーラルケア用品）
- GEL's（ヘアコロンシャンプー&リンス、1987年に発売開始）
- HG（男性用スタイリング剤）
- シャワーソープ
- ヘアメーク（シャンプー&リンス&スタイリング、1991年に発売開始）
- ダンガリー（男性用化粧品）
- EX（ヘアトリートメント、1992年に発売開始）
- リシェール（ヘアトリートメント）
- 海の恵み（ボディソープ&リンスインシャンプー&固形石鹸&入浴剤、1995年に発売開始）
- 太陽の恵み（同上）
- ティセラ（ヘアコロンシャンプー&リンス、1995年に発売開始）
- ceu（環境配慮型シャンプー&リンス）
- FINO（シャンプー&リンス&トリートメント）
- AQUAIR（美白化粧品、1999年に発売開始）
- NATURUGO（洗顔料）
- DO&BE（制汗用品）
- センターイン（生理用品）
- キッチンきれい（キッチン用除菌剤）
- 洗たく石鹸
- ヴィルフランシュ
- ハーブソープ（バーチ）